# Vigilància tecnològica
La vigilància tecnològica és un procés sistemàtic de cerca, selecció, anàlisi, comunicació i difusió d'informació sobre ciència i tecnologia per tal de donar suport a la presa de decisions en matèria d'estratègia tecnològica. La vigilància tecnològica contribueix a aportar idees utilitzables en projectes d'R+D+I. També és de gran utilitat per a orientar les decisions d'adquisició i abandonament de tecnologies, reduint els riscos inherents en les mateixes i facilitant l'anticipació als canvis.